# 模範計程車2
《模範計程車2》（：／），為韓國SBS於2023年2月17日起播出的金土連續劇，改編自CARLOS創作的同名網路漫畫，由《被操縱的都市》、《模範計程車》（第1－10集）的吳相浩編劇回歸執筆。本劇遠赴越南拍攝，成為韓國因應COVID-19疫情解除出入境限制後首部進行海外拍攝的韓劇。
香港、東南亞、中東及南非等17個地區由Viu發行，作為Viu Original原創劇集于2月17日起獨家同步播出。台灣由friDay影音購入Viu版權同步播出。香港於2024年1月推出廣東話配音版。

## 劇中主要真實事件
雖然劇情與現實社會議題沒有直接關係，但是劇中不少情節都是根據現實中發生過的新聞事件加以改編。
- 東南亞跨國人口販賣
- 銀髮族詐騙
- 權大熙事件/代理執刀手術
- Burning Sun事件

## 演員陣容

### 主要人物
| 演員                    | 角色                           | 介紹 | 粵語配音 |
| 李帝勳                  | 金道奇/王道吉                  | 國軍特殊部隊出身的「彩虹運輸」代表司機。 前陸軍士官學校及特種部隊軍官，擁有與生俱來的直覺和冷靜的判斷力，在任何危機下都不會動搖，計程車及任務代號是「5283」。即使在陷入困境時也不會慌亂，反而會幽默地找出徹底打倒敵人的方法，的士公司的成員也配合他的計劃而行動。為了完美地打敗對手，他毫不猶豫地穿梭於所有職業之間。他擁有冷漠和溫暖共存的致命魅惑，在沒有委託時的他會變成精於做家務、料理、打掃的男人。他需要不停地工作，因為在身體變得悠閒的瞬間，他在某天的噩夢就會浮現，讓他感到窒息。與報復心燃燒無所顧忌地懲罰加害者的代表不同，他的內心因無法治癒的傷口而變得脆弱。但此時在道奇身邊，有一班珍貴的朋友幫他走出了內心深處的傷口，這就是彩虹運輸大家庭。因為有他們的存在，道奇重新打開計程車計價器並再次駕駛。 | 簡懷甄   |
| 金義聖                  | 張省哲                         | 「彩虹運輸」的代表理事，犯罪受害者支援中心青鳥財團代表。 在富裕家庭長大，但是父母在某一天被連環殺手吳永哲殺害。在現場驗證時，他看到殺人犯泰然自若地重演父母被殺的場面，感到非常氣憤。但警察居然保護殺人犯，用武力制服了他，自此不信任法律。在經營爸爸留下的計程車公司的同時，他也經營著一個名為「青鳥」的犯罪受害者支援中心，試著幫助那些與他一樣有相同的傷口和痛苦的人。他不斷目睹犯罪受害者的憤怒和怨恨，知道這個社會的法律體系的漏洞比想象中還要多很多。從此之後，他在計程車公司內創建了另一家非常特殊的計程車分部，將人們聚集在一起完成一項特殊任務。對外，他亦擔任「青鳥」支援中心的主席，為受害者提供大量幫助。他領導的彩虹計程車公司專門懲罰那些在公共權力盲點進行違法活動的人。表面上，他善良、有才華、善於交際，和任何人都能成為朋友。實際上他比任何人都更清楚明白那些正被痛苦折磨的人。他是比任何人都要溫暖地擁抱和安慰受害者的人，但對加害者來說是讓人覺得殘酷的人。 | 羅偉亮   |
| 表藝珍                  | 安高恩                         | 「彩虹運輸」的駭客，在調查人身份背景方面有著卓越實力。 IT專家，小小年紀就帶着傷痛步入社會，對他人有敵對感，但絕對沒有惡意。她本來是一個充滿夢想的平凡高中生，但在最愛的姐姐自殺後，沒有選擇跟父母一起移民到加拿大，而是窩在房間裏掌握了電腦駭客技術。某一天，她接到父母的朋友張省哲的挖角提議，成為了模範計程車的成員。在向害死她姐姐的集團報仇後，高恩開始慢慢變得成熟。因省哲的關係，高恩暫時離開彩虹運輸公司，她很快就通過了警察考試，並在派出所情報科找到了一份工作。不過在離開後，經常對自己產生懷疑，仍然想幫助那些在求助的人們。 | 何凱怡   |
| 張赫鎮                  | 崔景求 （香港Now譯名為崔慶久） | 「彩虹運輸」的交通維修部負責人。 某汽車企業新車開發組資深研究員出身，即使身體休息，嘴巴也絕對不會休息的男人，他計程車公司的工作就是對計程車進行維護。當模範計程車開始運作時，設備就會進行備份，當他不需要工作時，會開發出能夠升級模範計程車的設備，並認為自己是「彩虹交通大腦」。由於個性開朗，他的一生似乎沒有受到任何傷害，但其實心裡也刻著一道長長的傷口。當警方突襲彩虹運輸公司時，他被解僱了，又重新回到新車開發團隊，雖然看起來生活還算不錯，但在某些時刻會感到難過。 | 楊耀泰   |
| 裴侑藍                  | 朴振言 （香港Now譯名為朴鎮彥） | 「彩虹運輸」的維修室工程師。 著名航空公司飛機維修員出身，可以將一架垃圾車改造成跑車的高超手藝，擁有出色的手工技能。不過由於性格沉默寡言，雖然負責保養、維修、洗車、開車等各種事務，但從不炫耀。無論慶久是否在旁邊不停說話，他都可以安靜地專注於自己的工作，內心只希望能永遠和模範計程車成員在一起，即使所有的功勞都歸於慶久也沒關係。被張省哲解僱後，他加入了火箭開發團隊，並在六號運載火箭成功後轉移到俄羅斯。 | 周鑫霆   |
| 辛載夏 （童年：崔恩俊） | 溫河俊／金丹宇                 | 「彩虹運輸」的新司機。 由於開朗的性格和可愛的外表，他受到包括道奇等同事們的喜愛。曾經在開車時發生事故的河俊在一次偶然的機會下，發現了一條通往地下維修室的秘密通道… | 黃榮璋   |

### 警局人物
| 演員   | 角色   | 介紹 | 粵語配音 |
| 朴成根 | 金炯燮 | 首爾東北警察署強力組班長，經常打著向現實妥協的幌子，發表一些否認警察美德的言論。真實身份是越南電騙集團「千金國際」的會長及金沙會成員。曾長期在黑太陽管轄的首爾正三警察局工作，並與他們建立了密切的關係。聽命於温河俊，金道奇識破其身份後遭神秘狙擊手射殺。 | 馮瀚輝   |
| 朴鐘煥 | 朴賢祖 | 首爾警察廳總警，亦是「金沙會」的幹部及Black Sun真正老闆，從基層巡警時期已是金沙會成員。負責在金沙會殺人滅口後捏造成毋須深入調查的意外或是自殺案。為人貪財好色。自詡在會內及社會地位均高於温河俊並瞧不起他，對於他深得人稱"主教"的金沙會首腦器重而扶搖直上感到非常不安，除了派人潛進會內臥底監視他以外，也打算藉越南電騙案中從當地警方獲得的調查資料對付他，但他不曉得他派的臥底其實是警方安排的「雙面諜」，其真正任務是調查及掃蕩金沙會而派調首爾警察廳內部，卻剛好被朴總長派去監視溫河俊。Black Sun被警方掃蕩後遭金沙會放棄，事後曾秘密聯絡彩虹運輸提供金沙會資料以求自保，不過仍被温河俊將他“處死”並偽造成畏罪自殺。 | 周倚天   |
| 李恩州 | 曹恩惠 | 情報科的科長，高恩的上司。 | 陳凱婷   |
| 李施厚 |        | 逮捕張省哲的刑警。 | 梁皓翔   |

### 案件相關人物
| 演員                                 | 角色   | 介紹 | 粵語配音            |
| 非法共享群組案                       |        | |                     |
| 張元赫                               | 趙柱赫 | 經營非法共享群組的版主。在群組內散播色情內容以此謀利，並假扮女人對受害者進行性騷擾。 | 陳漢祺              |
| 柳俊洪                               | 崔振宇 | 經營非法共享群組的成員。 | 鄧燦陽              |
| 林賢泰                               | 金英民 | 黃尉斯 |                     |
|                                      |        | 向柱赫道賀的囚犯。 | 陳成港              |
| 廉智慧                               |        | SBC新聞女主播，報道共享群組版主事件令受害人自殺。 | 馮詠恩              |
|                                      |        | 報道共享群組版主事件惹眾怒的SBC新聞男主播。 | 陳漢祺              |
| N/A                                  |        | 報道版主事件即將公佈上訴結果的主播。 | 陳凱婷              |
|                                      |        | 九川監獄的獄警。 | 梁皓翔              |
|                                      |        | 馮瀚輝 |                     |
|                                      |        | 在九川監獄引起騷動的囚犯。 | 陳力航              |
|                                      |        | 報道鎮赫等人襲擊獄警的記者。 |                     |
| 朴載元                               |        | SBC報道在逃人士被通緝的主持人。 | 陳力航              |
| 金一宇                               |        | SBC新聞節目的嘉賓。 | N/A                 |
| 李東宰失踪案                         |        | |                     |
| 崔源                                 | 李俊範 | 李東宰的父親。妻子離世後獨自經營炸雞店維生。李東宰失踪後千方百計尋找不果，無法忍受無望的現實，想跳漢江自殺時發現了「彩虹運輸」的聯絡方式並請求代為尋子。 | 柯偉聰              |
| 趙智安 童年：尹俊宇                  | 李東宰 | 李俊範的兒子。當兵時是通訊兵，熟悉摩斯密碼。被綁架的海外求職者，幸得金道奇搭救最後成功回國與父親團聚。 | 梁皓翔 童年：王綺婷 |
| 張載權                               |        | 李俊範的業主，因俊範一直沒交租而來找其要錢。 | 周倚天              |
| 尹錫賢                               | 尚滿   | 千金國際非法賭博項目開發支部的管理者。 | 郭湛深              |
| 李奎浩                               | 權斗植 | 千金國際非法賭博項目開發支部的老大，黑社會出身，因涉嫌殺人正在被國際刑警通緝。 | 何家裕              |
| 裴志雄                               |        | 被綁架的海外求職者，因偷走被發現險被鋸斷腿，後與道奇合作尋得生路。 | 鄧燦陽              |
| 李秉洙                               |        | 尚滿的手下，一直虐打多名被綁架者。 | 周倚天              |
| 黃甫正一                             |        | 陳力航 |                     |
| 沈素英                               | 林福子 | 第一季被道奇處理的電話詐騙組織頭目，外貌與劉在錫相似，用東北方言說話，與團伙經營著偽裝成中餐館的電話詐騙組織，現在與道奇懷恨在心，偶然之下在越南發現道奇。 | 馮詠恩              |
| 申賢勇                               |        | 林福子的手下。 | 梁皓翔              |
|                                      |        | 陳力航 |                     |
|                                      |        | 為東宰慶祝生日的同學。 | 陳成港              |
| 金趙彥                               |        | 勸說俊範回家的警察。 | 陳漢祺              |
|                                      |        | 與俊範發生口角的警察。 | 鄧燦陽              |
| 吳圭澤                               |        | 服裝店的老闆。 | 陳力航              |
| 張勇熙                               |        | 李東宰的大學同學。 | 陳成港              |
|                                      |        | 馮瀚輝 |                     |
|                                      |        | 被綁架的海外求職者，被尚滿等人虐打到滿身是傷。 | 黃尉斯              |
| 金正勛                               | 崔永珍 | 在越南為總公司辦事的導遊，將部分失蹤的人偽造成離家出走。 | 陳漢祺              |
|                                      |        | 載俊範去尋找兒子的的士司機。 | 陳力航              |
|                                      |        | 戴道奇的越南的士司機，實際是專門利用咪表騙人的黑車。 | 陳成港              |
|                                      |        | 到越南旅遊的遊客。 | 陳凱婷              |
|                                      |        | 石梓晴 |                     |
| N/A                                  |        | 報道經營非法賭博網站的犯罪集團被捕的主播。 | 陳成港              |
| 李任順被騙案                         |        | |                     |
| 卞仲熙                               | 李任順 | 奎男的媽媽，被尚基騙取財產的婆婆，後打到彩虹運輸公司尋求幫助。 | 王綺婷              |
| 高尚鎬                               | 劉尚基 | 一位專門騙取老人財產的騙子，先是以親民的方式接近目標然後與他們互動，最後以抽獎方式或其他手段來取得受害者個資作為人頭帳戶，不但用那些帳戶來辦理手機及付費遊戲等，並且將分期拉到最高，使老人不堪負荷。最後遭金道奇用計奪走所有不義之財而瘋掉。 | 李家傑              |
| 劉東勳                               | 具在勝 | 劉尚基的手下，在尚基身邊用甜言蜜語哄騙老人。 | 陳漢祺              |
| 姜永澤                               | 李東根 | 跟在劉尚基身邊的手下。 | 陳成港              |
|                                      |        | 被劉尚基的手下哄騙的婆婆。 | 馮詠恩              |
| 安福子                               |        | 收到玫瑰花的婆婆。 | 陳凱婷              |
|                                      |        | 讓尚基為其倒酒的婆婆。 | 黎京玫              |
|                                      |        | 議論任順的婆婆。 | 石梓晴              |
|                                      |        | 黎京玫 |                     |
|                                      |        | 處理任順騙案的警察。 | 周倚天              |
|                                      |        | 在任順看檔時買下次貨的婆婆。 | 石梓晴              |
|                                      |        | 馮詠恩 |                     |
|                                      |        | 陳凱婷 |                     |
| 朴美娜                               |        | 買下劣質產品要求任順退錢的婆婆。 |                     |
|                                      |        | 買下劣質產品要求任順退錢的人。 | 黎京玫              |
|                                      |        | |                     |
|                                      |        | 王綺婷 |                     |
| 柳雅凜                               |        | 與尚基喝酒的女人。 |                     |
| 吳振錫                               | 永七   | 劉尚基的手下，利用永基給的老人資料開辦多種業務。 | 梁皓翔              |
| 金桂亨                               |        | 手機店的職員，尚基的手下。 | 杜景煜              |
| 申康均                               |        | 中頭獎的19號老人。 | 陳力航              |
|                                      |        | 恐嚇客人的手機店職員。 | 周倚天              |
|                                      |        | 到手機店咨詢的人。 | 羅偉亮              |
| 禹尚全                               | 吳福   | 被選為下手目標的老爺爺。 | 陳力航              |
| 黃書妍兒童販賣虐待事件／房地產詐騙案 |        | |                     |
| 安彩茜                               | 黃書妍 | 「彩虹運輸」的委託人，虐待兒童的受害者。正在尋找丟失的妹妹希望。 | 顧詠雪              |
| 金道允                               | 姜弼勝 | 弼房地產顧問公司的代表。表面是明星置業專家，實際是金沙會成員及温河俊的部屬，以其地產公司作掩飾進行非法詐騙房產的勾當，被金道奇搗破後遭温河俊"處死"並棄屍山區。 | 袁德基              |
| 鄭榮基                               | 朴俊彬 | 弼房地產顧問公司的科長。 | 鄧燦陽              |
| 安誠鋒                               |        | 姜弼勝的保鏢兼助理。 | 陳漢祺              |
| 玉潤榛                               | 林代理 | 姜弼勝的下屬。 | 周倚天              |
| 權娜妍                               | 希望   | 書妍的妹妹。 | 楊婉潼              |
| 尹成元                               | 朴院長 | 夢蝴蝶孤兒院的院長。 | 梁皓翔              |
| 偽宗教案                             |        | |                     |
| 金恩菲                               | 李珍熙 | 「彩虹運輸」的委託人，為了救出被純白教會擄走的姊姊而找彩虹運輸幫忙。 | 鄭家蕙              |
| 鄭智宇                               | 李珍善 | 李珍熙的姐姐。患上白血病接受治療時，被純白教會迷惑，戒掉所有藥物並拒絕治療，最後在彩虹運輸眾人拆穿教主真面目後回復理智接受治療。 | 陳雪瑩              |
| 安相佑                               | 玉朱萬 | 邪教「純白教會」教主。誘騙患有癌症、白血病等不治之症的患者歸信他的宗教，被信徒稱為父親。 | 黃志明              |
| 徐智秀                               |        | 玉朱萬的戀人。負責招募病人進入純白教會，她是純白教會相關人士中唯一知道玉朱萬真實身份的人。 | 黎皓宜              |
| 韓秀蓮醫療事故案                     |        | |                     |
| 鄭基燮                               | 韓在德 | 「彩虹運輸」的委託人，醫療事故受害者韓秀蓮的父親。 | 鄧燦陽              |
| 姜雪                                 | 韓秀蓮 | 韓在德的女兒。是名田徑選手，在接受安英淑手術的過程中，因手術失血過多而陷入昏迷並住進了重症監護室。後在彩虹運輸眾人貼心照料後甦醒。 |                     |
| 李杭娜                               | 安英淑 | 至善醫院的院長兼整形外科專家，亦擔任村莊福利中心主治醫生，走遍行政區提供免費醫療服務，被稱為「貧民窟史懷哲」。實際上四年前曾被發現進行代理手術後吊銷執照，六個月後吊銷被解除便改名換姓轉移地區繼續進行代理手術。看準即使獨居老人因醫療事故身亡也沒監護人抗議的這點為目標進行代理手術，藉此詐騙政府高額補貼醫療費用。                                         | 姜嘉蕾              |
| 金容鎮                               | 金部長 | 至善醫院的院務部長。安英淑的親信。 | 陳漢祺              |
| 金在民                               | 孔秀浩 | 醫療器械供應商「Meditopia」的醫療營業組科長。被安英淑看準需要跑業績的壓力威逼指示進行代理手術，最後受不了良心責備而向警方自首。 | 陳成港              |
| Black Sun事件                        |        | |                     |
| 白秀章                               | 金龍民 | 「彩虹運輸」的委託人，前韓白日報記者，在記者與檢警對立為常態的韓國社會中與崔聖恩刑警有難得的友誼，自覺因提供Black Sun不法事件導致其摯友家破人亡感到內疚，自己亦遭相關勢力陷害辭退，原打算設計偷拍自己遭Black Sun職員毒打並流出影片引起社會關注，被剛好潛入搜查的金道奇搭救後決定委託他們申冤，後替崔聖恩洗刷污名並復職。                                     | 黃尉斯              |
| 張仁燮                               | 崔聖恩 | 為調查Black Sun不法事件英勇殉職的刑警並且被誣陷欠下巨額賭債自殺，後因「彩虹運輸」洗刷污名。 | 蔡威賢              |
| 俞智妍                               | 楊世慕 | 迷戀韓流的香港闊太，表面是娛樂公司及貿易公司主席，真實身份是毒販及Black Sun VIP客人，性格變態愛看血腥打鬥。 | 黎京玫              |
| 金彩恩                               | Windy  | 年輕貌美的Black Sun公關。擁有與年齡不符的老練交際手腕，能夠一眼看穿顧客的消費能力及社會地位，與Black Sun的保安隊長不和，因為他能動輒以保安為由取消所有提供VIP性招待的"預約"影響其個人收入。 | 楊婉潼              |
| 高健漢                               | Victor | Black Sun VIP客人。人氣偶像組合GET隊長及Black Sun代言人兼任理事，因為代言後使夜店收入屢創新高而深得寵信。經常迷姦到Black Sun消遣的女性。 | 高瀚章              |
| 金沙會事件                           |        | |                     |
| 朴呼山                               | 主教   | 金沙會幕後首領。前手足福利院院長，表面上是慈祥神父，其實為人殘酷毫無善惡是非對錯觀念，只相信勝者為王，其福利院的"孤兒"是在不同家庭遭拐走再加以洗腦培訓，以便長大後協助打理其犯罪勾當。將溫河俊視為接班人，在他屢被彩虹運輸打擊後決定棄之求自保，卻被已得知真相的溫河俊設計墜樓身亡，死後他視為第二大本營的長山監獄也被彩虹運輸接管，用來關押金沙會主要幹部。 | 何偉誠              |

### 其他人物
| 演員   | 角色   | 介紹                                             | 粵語配音 |
| 全俊浩 |        |                                                  |          |
| N/A    |        | 報道世丹集團工廠夾死工人後仍繼續開工的新聞主播。 | 陳成港   |
|        |        | 報道女子被人跟蹤後襲擊的新聞主播。               | 石梓晴   |
| 朴鐘相 |        | 找省哲辦在職證明的的士司機。                     | 陳漢祺   |
| 李善財 |        | 慶久的同事，新車開發團隊的職員。                 | 周倚天   |
| 金多熙 |        | 發佈會上提問鎮彥的記者。                         | 馮詠恩   |
|        |        | 報道現今年青人經常犯下惡行的主播。               | 石梓晴   |
|        |        | 鎮彥與慶久用餐餐廳的侍應。                       | 馮詠恩   |
|        |        | 在彩虹運輸擦車的司機。                           | 鄧燦陽   |
| 車智憲 | 朴周永 | 坐上道奇的士的軍官。                             | 梁皓翔   |

### 特别出演
| 演員                | 角色    | 介紹 | 粵語配音 |
| 李英愛 （特別聲演） | 旁白    | 告訴委託人注意事項的旁白。 | 石梓晴   |
| 南宮珉              | 千智勳  | 到「彩虹運輸」領取遺失的包包時遇到了道奇，等候期間閱讀了道奇手上的訴訟記錄並表達了看法，讓被逼不接受委託的道奇決心不顧一切追查。                           | 郭湛深   |
| 金素妍              | 1號司機 | 在道奇、高恩、景求、振言加入「彩虹運輸」之前就已經存在的成員，真實身分不明。                                                                               | 馮詠恩   |
| 柳承穆              | 趙鎮宇  | 前首爾北部檢察廳次長檢察官，第一季結局自己請辭改當律師，是張省哲30年的摯友，憑藉檢察經驗懷疑警方已遭金沙會滲透導致姜弼勝被殺一事草草結案，勸告要小心調查。 | 李家傑   |
| 文彩元              | 吳美書  | 在軍隊遇見混進軍隊臥底的道奇。 | N/A      |

## 原聲帶
- Part.1（發行日期：2023年2月18日）

| 曲序 | 曲目             | 演唱   | 时长 |
| ---- | ---------------- | ------ | ---- |
| 1.   | Fighter          | 河鉉雨 | 3:15 |
| 2.   | Fighter（Inst.） |        | 3:15 |

- Part.2（發行日期：2023年2月25日）

| 曲序 | 曲目             | 演唱            | 时长 |
| ---- | ---------------- | --------------- | ---- |
| 1.   | 休憩所（휴게소） | Car, the garden | 3:25 |
| 2.   | 休憩所（Inst.）  |                 | 3:25 |

- Part.3（發行日期：2023年3月4日）

| 曲序 | 曲目                   | 演唱   | 时长 |
| ---- | ---------------------- | ------ | ---- |
| 1.   | Born this way          | Zeenan | 3:40 |
| 2.   | Born this way（Inst.） |        | 3:40 |

- Part.4（發行日期：2023年3月10日）

| 曲序 | 曲目                           | 演唱     | 时长 |
| ---- | ------------------------------ | -------- | ---- |
| 1.   | Wonderful Night（아름다운 밤） | N.Flying | 3:34 |
| 2.   | Wonderful Night（Inst.）       |          | 3:34 |

- Part.5（發行日期：2023年3月18日）

| 曲序 | 曲目          | 演唱      | 时长 |
| ---- | ------------- | --------- | ---- |
| 1.   | 真心（진심）  | Kang ASol | 3:33 |
| 2.   | 真心（Inst.） |           | 3:30 |

- Part.6（發行日期：2023年3月25日）

| 曲序 | 曲目                  | 演唱   | 时长 |
| ---- | --------------------- | ------ | ---- |
| 1.   | Face to face          | 姜昇潤 | 3:02 |
| 2.   | Face to face（Inst.） |        | 3:03 |

- Part.7（發行日期：2023年4月1日）

| 曲序 | 曲目                    | 演唱  | 时长 |
| ---- | ----------------------- | ----- | ---- |
| 1.   | I can hear you          | Youme | 3:41 |
| 2.   | I can hear you（Inst.） |       | 3:41 |

- Part.8（發行日期：2023年4月8日）

| 曲序 | 曲目                     | 演唱        | 时长 |
| ---- | ------------------------ | ----------- | ---- |
| 1.   | Get in the fire          | Dan-Woo Lin | 3:32 |
| 2.   | Get in the fire（Inst.） |             | 3:32 |

## 收視率
| 季數 | 季數 | 每季集數 | 每季集數 | 每季集數 | 每季集數 | 每季集數 | 每季集數 | 每季集數 | 每季集數 | 每季集數 | 每季集數 | 每季集數 | 每季集數 | 每季集數 | 每季集數 | 每季集數 | 每季集數 |
| 季數 | 季數 | 1        | 2        | 3        | 4        | 5        | 6        | 7        | 8        | 9        | 10       | 11       | 12       | 13       | 14       | 15       | 16       |
| ---- | ---- | -------- | -------- | -------- | -------- | -------- | -------- | -------- | -------- | -------- | -------- | -------- | -------- | -------- | -------- | -------- | -------- |
|      | 1    | 1.926    | 2.607    | 2.452    | 3.117    | 2.636    | 3.065    | 2.347    | 2.824    | 2.635    | 3.072    | 2.742    | 3.017    | 2.762    | 2.923    | 2.746    | 2.871    |
|      | 2    | 2.370    | 2.155    | 2.448    | 2.364    | 2.840    | 2.912    | 2.355    | 3.072    | 2.537    | 3.337    | 2.664    | 3.387    | 3.098    | 3.496    | 2.870    | 4.005    |

| 集數 | 播出日期      | 尼爾森收視率     | 尼爾森收視率   | TNMS收視率       |
| 集數 | 播出日期      | 大韓民國（全國） | 首爾（首都圈） | 大韓民國（全國） |
| ---- | ------------- | ---------------- | -------------- | ---------------- |
| 1    | 2023年2月17日 | 12.1%            | 12.8%          | 10.4%            |
| 2    | 2023年2月18日 | 10.3%            | 10.9%          | —                |
| 3    | 2023年2月24日 | 13.2%            | 14.2%          | 10.5%            |
| 4    | 2023年2月25日 | 11.3%            | 11.7%          | 10.7%            |
| 5    | 2023年3月3日  | 14.7%            | 16.3%          | —                |
| 6    | 2023年3月11日 | 14.4%            | 15.5%          | 12.4%            |
| 7    | 2023年3月17日 | 13.0%            | 13.7%          | 11.8%            |
| 8    | 2023年3月18日 | 16.0%            | 17.0%          | —                |
| 9    | 2023年3月24日 | 13.4%            | 14.1%          | 11.6%            |
| 10   | 2023年3月25日 | 17.7%            | 18.1%          | 11.8%            |
| 11   | 2023年3月31日 | 14.5%            | 15.5%          | 11.4%            |
| 12   | 2023年4月1日  | 18.3%            | 19.4%          | 13.8%            |
| 13   | 2023年4月7日  | 16.1%            | 17.4%          | 13.0%            |
| 14   | 2023年4月8日  | 18.3%            | 19.4%          | 16.7%            |
| 15   | 2023年4月14日 | 15.7%            | 16.0%          | 11.9%            |
| 16   | 2023年4月15日 | 21.0%            | 21.8%          | —                |
| 特輯 | 2023年2月16日 | 3.6%             | 4.4%           | 3.2%             |
| 特輯 | 2023年3月4日  | 3.6%             | 3.6%           | 4.8%             |
| 特輯 | 2023年4月21日 | 5.2%             | 5.8%           | 5.2%             |

## 同一劇集時段作品
週五六時段劇集
- MBC 金土連續劇：《木偶的季節》、《朝鮮律師》
- tvN金土劇：《Island》

週末時段劇集
- KBS2 週末連續劇：《三姐弟要勇敢》、《真的出現了！》
- tvN 週末連續劇：《浪漫速成班》、《潘朵拉：偽造的樂園》
- JTBC 週末連續劇：《代理公司》、《離婚律師申晟瀚》、《車貞淑醫生》
- TV朝鮮 週末連續劇：《紅氣球》

## 制作
- 在第一季中饰演姜荷娜检察官的演员李絮因档期问题而无法参与第二季的拍摄[10]。
- 本季採用倒敘法進行劇情發展，第1集開場序幕情節為2023年現在線，之後的故事單元為2022年發生的，到16集後段才繞回2023年現在線。
- 2023年4月16日，SBS官方證實製作第三季，並表示目前處於開始討論的階段[11]。
- 2024年10月8日，SBS官方宣布李帝勳、表藝珍、金義聖已確定出演《模範計程車3》，第三季將於下半年開拍，並於2025年播出。

## 奖项荣誉
| 年份   | 颁奖礼      | 奖项                          | 入围者        | 结果 | 参考                               |
| ------ | ----------- | ----------------------------- | ------------- | ---- | ---------------------------------- |
| 2023年 | SBS演技大奖 | 大奖                          | 李帝勳        | 獲獎 | [ 12 ] [ 13 ] [ 14 ] [ 15 ] [ 16 ] |
| 2023年 | SBS演技大奖 | 网友票选的2023年SBS最佳电视剧 | 《模范的士2》 | 獲獎 | [ 12 ] [ 13 ] [ 14 ] [ 15 ] [ 16 ] |
| 2023年 | SBS演技大奖 | 季播制连续剧 男子最优秀演技奖 | 李帝勋        | 提名 | [ 12 ] [ 13 ] [ 14 ] [ 15 ] [ 16 ] |
| 2023年 | SBS演技大奖 | 季播制连续剧 女子优秀演技奖   | 表藝珍        | 獲獎 | [ 12 ] [ 13 ] [ 14 ] [ 15 ] [ 16 ] |
| 2023年 | SBS演技大奖 | 季播制连续剧 男子优秀演技奖   | 辛載夏        | 獲獎 | [ 12 ] [ 13 ] [ 14 ] [ 15 ] [ 16 ] |
| 2023年 | SBS演技大奖 | 季播制连续剧 男配角奖         | 裴侑藍        | 獲獎 | [ 12 ] [ 13 ] [ 14 ] [ 15 ] [ 16 ] |
| 2023年 | SBS演技大奖 | 季播制连续剧 男配角奖         | 张赫镇        | 獲獎 | [ 12 ] [ 13 ] [ 14 ] [ 15 ] [ 16 ] |
| 2023年 | SBS演技大奖 | 青少年演技奖                  | 安彩茜        | 獲獎 | [ 12 ] [ 13 ] [ 14 ] [ 15 ] [ 16 ] |
| 2023年 | SBS演技大奖 | 最佳团队合作奖                | 彩虹运输团队  | 提名 | [ 12 ] [ 13 ] [ 14 ] [ 15 ] [ 16 ] |
| 2023年 | SBS演技大奖 | 最佳抢镜奖                    | 高尚镐        | 提名 | [ 12 ] [ 13 ] [ 14 ] [ 15 ] [ 16 ] |
| 2023年 | SBS演技大奖 | 最佳抢镜奖                    | 边仲熙        | 提名 | [ 12 ] [ 13 ] [ 14 ] [ 15 ] [ 16 ] |

## 外部連結
- 韓國SBS官方網站
- 臺灣八大電視官方網站（繁體中文）
- Daum上《模範計程車2》的資料

| SBS 金土劇                           | SBS 金土劇                                       | SBS 金土劇 |
| ------------------------------------ | ------------------------------------------------ | ---------- |
|                                      | 模範計程車2 （2023年2月17日－2023年4月15日）     |            |
| 法錢 （2023年1月6日－2023年2月11日） | 浪漫醫生金師傅3 （2023年4月28日－2023年6月17日） |            |

| 新加坡 HUB娛家戲劇台 星期六至日 21:45 - 23:00                                     | 新加坡 HUB娛家戲劇台 星期六至日 21:45 - 23:00 | 新加坡 HUB娛家戲劇台 星期六至日 21:45 - 23:00 |
| --------------------------------------------------------------------------------- | --------------------------------------------- | --------------------------------------------- |
|                                                                                   | 模範計程車2 （2023年8月26日－2023年10月15日） |                                               |
| 紳士與小姐 （2023年5月27日－2023年8月20日） （星期六至日 21:45 - 00:15 两集连播） | 假面女王 （2023年10月21日－2023年12月10日）   |                                               |

| 臺灣 八大戲劇台 星期日 22:00 - 24:00            | 臺灣 八大戲劇台 星期日 22:00 - 24:00           | 臺灣 八大戲劇台 星期日 22:00 - 24:00 |
| ----------------------------------------------- | ---------------------------------------------- | ------------------------------------ |
|                                                 | 模範計程車2 （2023年10月15日－2023年12月24日） |                                      |
| 非常法官李貞珠 （2023年7月30日－2023年10月8日） | 有利的欺诈 (2023年12月31日－2024年3月17日）    |                                      |

| 香港 Viu 每日 22:00 - 23:00                                                      | 香港 Viu 每日 22:00 - 23:00                  | 香港 Viu 每日 22:00 - 23:00               |
| -------------------------------------------------------------------------------- | -------------------------------------------- | ----------------------------------------- |
|                                                                                  | 模範的士 2 （2023年12月6日－2023年12月28日） |                                           |
| 花書生熱愛史 （2023年11月11日－2023年12月5日）                                   | 假面的女王 （2023年12月29日－2024年1月23日） |                                           |
| 香港 ViuTV 星期一至五 21:30－22:30 · 2024年1月27日及2月3日（星期六）21:25－22:25 |                                              |                                           |
| 法與情 （2023年12月18日－2024年1月13日）                                         | 模範的士 2 （2024年1月15日－2024年2月9日）   | 飛黃騰達 （2024年2月12日－2024年3月22日） |